# アメリカ野球愛好会
アメリカ野球愛好会（あめりかやきゅうあいこうかい　英語表記はAssociation of American Baseball Research）は、アメリカ野球の研究団体。
初代代表はメジャーリーグアナリストの福島良一で、現在は高校教員でメジャーリーグ解説者の藤澤文洋が第2代代表を務めている。

## 概要
- 日本で最も古く、また継続的に活動を行っているアメリカ野球の研究団体で、日米の球界関係者のほか、ジャーナリスト、作家なども会員として参加している。
- 会報誌『ボールパーク』は、クーパーズタウンにあるアメリカ野球殿堂に、日本におけるアメリカ野球研究の資料として収蔵されている。
- 歴代の顧問は元セ・リーグ企画部長の八木一郎や、元パ・リーグ広報部長の伊東一雄（パンチョ伊東）などが務めた。

## 沿革
- 1977年11月18日　アメリカ野球愛好会創立（代表：福島良一）。会報誌『ボールパーク』創刊。
- 1979年4月1日　藤澤文洋が代表に就任。
- 1999年4月1日　機関誌『ダッグアウト』創刊。

## 会の組織
- 代表：藤澤文洋
- 代表補佐：鈴村裕輔
- 総務委員：茂出木幸二、柿沼章一、尾形昌勝
- 顧問：池井優、栗原達男、ウェイン・グラシック

- 会員数：100人（2009年4月1日現在）

## 主な編著書
- 『野球批評』Vol.7（特別協力、オークラ出版、2004年）
- 『野球批評』Vol.6（特別協力、オークラ出版、2004年）
- 『野球批評』Vol.5（特別協力、オークラ出版、2004年）
- 『野球批評』Vol.4（特別協力、オークラ出版、2004年）
- 『野球批評』Vol.3（特別協力、オークラ出版、2003年）
- 『野球批評』Vol.2（特別協力、オークラ出版、2003年）
- 『野球批評』Vol.1（特別協力、オークラ出版、2002年）
- 『熱闘！大リーグ観戦事典』（編著、宝島新書、2001年）
- 『がんばれ！イチロー＆大魔神　シアトル・マリナーズ完全ガイド』（編集協力、ウィンズ出版、2001年）
- 『大リーグスカウティングノート2000』（翻訳、ザ・マサダ、2000年）
- 『20世紀最強球団-ヤンキースの誇り』（編集、日本スポーツ出版、1999年）
- 『メジャーリーグ 30球団観戦全百科』（編集、日本スポーツ出版社、1999年）
- 『ホームラン伝説』（編集、日本スポーツ出版、1998年）
- 『大リーグを彩る男たち』（編集、日本スポーツ出版、1998年）
- 『完全大リーグ選手名鑑 '98』（編集、ザ・マサダ、1998年）
- 『オールタイム大リーグ名選手101人』（編集、日本スポーツ出版、1997年）